# Jenna Dewan

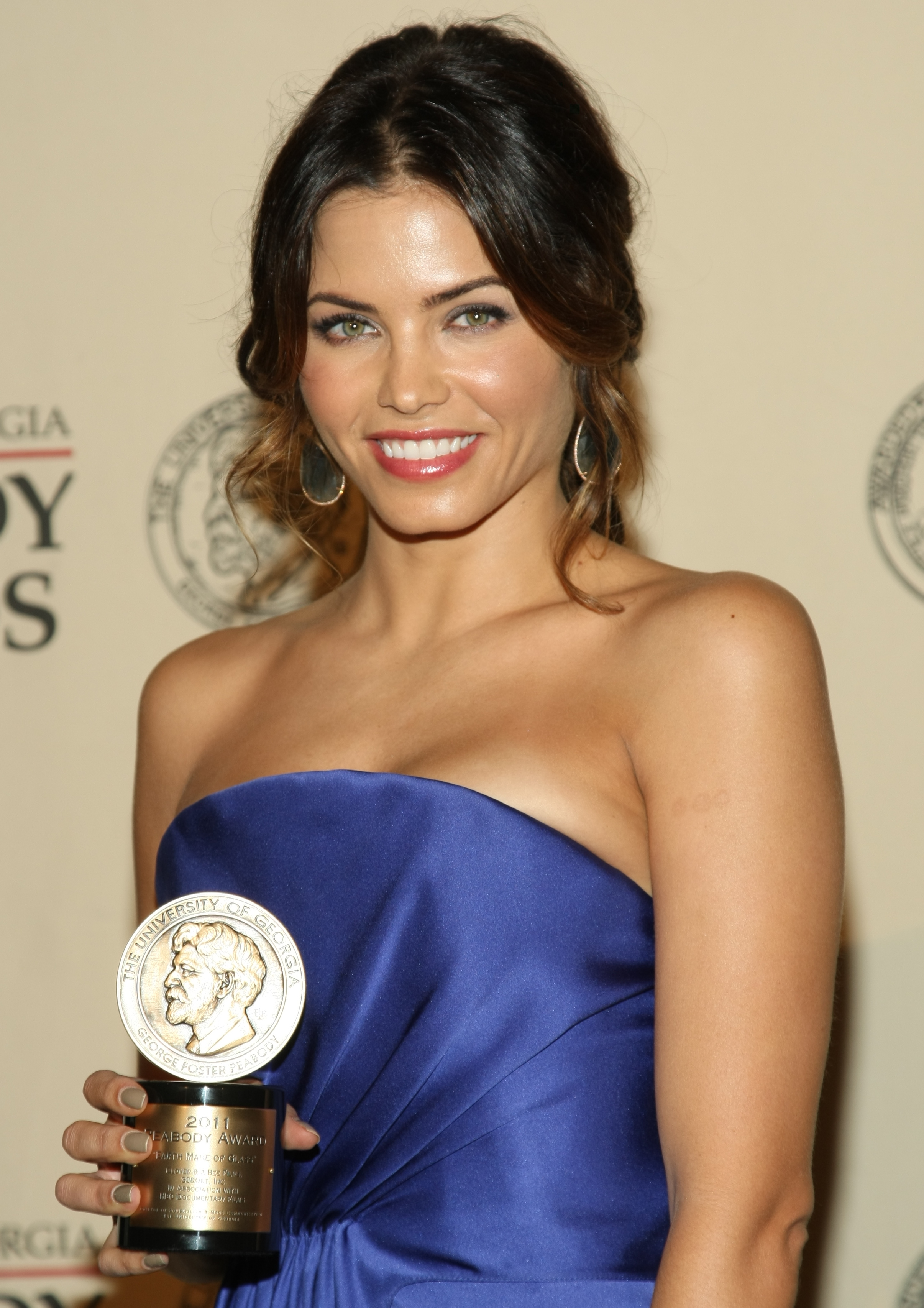
Jenna Dewan, ze statuetką Peabody Award (2012)

Jenna Lee Dewan (ur. 3 grudnia 1980 w Hartford) – amerykańska aktorka i tancerka.

## Życiorys
Jenna Dewan jest córką Darrylla Dewana i Nancy Lee Bursch Smith. Jej ojciec jest pochodzenia libańskiego i polskiego, a matka niemieckiego i angielskiego. Rodzice aktorki są rozwiedzeni.
Rozpoczęła swoją karierę jako tancerka, współpracowała z muzykami, takimi jak: Justin Timberlake, *NSYNC, Sean Combs, Ricky Martin, Billy Crawford i Janet Jackson, występując na ich koncertach i w teledyskach.
Karierę filmową zaczęła w 2002 roku niewielką rolą w komedii Gorąca laska. W 2005 roku zagrała tytułową rolą w horrorze Tamara, a w 2006 pojawiła się u boku Channinga Tatuma w filmie Step Up: Taniec zmysłów.
W roku 2010 pojawiła się w kontrowersyjnym wideoklipie do utworu Christiny Aguilery „Not Myself Tonight”.

## Życie prywatne
W 2002 roku spotykała się z Justinem Timberlakiem, a od 2003 z Shane'em Westem.
Od 11 lipca 2009 jej mężem był Channing Tatum, z którym ma córkę Everly (ur. 31 maja 2013 w Londynie). W niektórych produkcjach występowała jako Jenna Dewan–Tatum. W kwietniu 2018 roku Dewan i Tatum ogłosili separację. W październiku Dewan wniosła o rozwód.
Od 2018 jest w związku ze Steve’em Kazee, z którym ma syna (ur. 2020) i córkę (ur. 2024).

## Filmografia

### Filmy
| Rok  | Tytuł                     | Rola              |
| ---- | ------------------------- | ----------------- |
| 2002 | Gorąca laska              | Bianca Salsa Girl |
| 2004 | Dark Shadows              | Sophie            |
| 2005 | Waterborne                | Devi              |
| 2006 | Tamara                    | Tamara Riley      |
| 2006 | The Grudge – Klątwa 2     | Sally             |
| 2006 | Wytańczyć marzenia        | Sasha             |
| 2006 | Step Up: Taniec zmysłów   | Nora Clark        |
| 2008 | Pięć dziewczyn z Texasu   | Emma Carr         |
| 2008 | Przeklęta forsa           | Amber             |
| 2009 | Sześć żon i jeden pogrzeb | Alexsandra        |
| 2009 | Amerykańska dziewica      | Priscilla         |
| 2009 | Podryw na głupka          | Molly             |
| 2011 | Mokra robota              | Mia               |
| 2013 | Poszukiwana Sarah Pender  | Sarah Pender      |
| 2013 | Singielka z Los Angeles   | Hallie            |
| 2019 | Zakochany Berlin          | Mandy             |
| 2019 | I znowu wesele            | Jessica           |

### Seriale
| Rok       | Tytuł                         | Rola                               | Uwagi          |
| --------- | ----------------------------- | ---------------------------------- | -------------- |
| 2009      | Melrose Place                 | Kendra Wilson                      | 2 odc.         |
| 2011      | The Playboy Club              | Bunny Janie                        | 7 odc.         |
| 2012–2013 | American Horror Story: Asylum | Teresa Morrison                    | 5 odc.         |
| 2013–2014 | Czarownice z East Endu        | Freya Beauchamp / Ambrose Bancroft | 23 odc.        |
| 2015–2016 | Supergirl                     | Lucy Lane                          | 13 odc.        |
| 2018–2019 | Rezydenci                     | Julian Booth                       | 8 odc.         |
| 2019      | Soundtrack                    | Joanna                             | 10 odc.        |
| od 2021   | Rekrut                        | Bailey Nune                        | w gł. obsadzie |
| 2022–2023 | Superman i Lois               | Lucy Lane                          | 6 odc.         |